# Unité urbaine de Waldighofen
L'unité urbaine de Waldighofen est une unité urbaine française centrée sur les communes d'Illtal et Waldighofen, dans le département du Haut-Rhin en région Grand Est.

## Données générales
Dans le zonage réalisé par l'Insee en 2010, l'unité urbaine était composée de quatre communes. À la suite de la création de la commune nouvelle d'Illtal en 2016, elle est composée de trois communes.
Dans le nouveau zonage réalisé en 2020, elle est composée des trois mêmes communes.
En 2022, avec 3 527 habitants, elle représente la 25e unité urbaine du département du Haut-Rhin.
En 2019, sa densité de population s'élève à 180 hab/km2.

## Composition de l'unité urbaine en 2020
Elle est composée des trois communes suivantes :
| Nom         | Code Insee | Département | Statut       | Superficie (km2) | Population (dernière pop. légale) | Densité (hab./km2) | Modifier                                    |
| ----------- | ---------- | ----------- | ------------ | ---------------- | --------------------------------- | ------------------ | ------------------------------------------- |
| Illtal      | 68240      | Haut-Rhin   | ville-centre | 11,96            | 1 223 (2022)                      | 102                | modifier les données · modifier les données |
| Waldighofen | 68355      | Haut-Rhin   | ville-centre | 4,14             | 1 555 (2022)                      | 376                | modifier les données · modifier les données |
| Steinsoultz | 68325      | Haut-Rhin   | banlieue     | 4,06             | 749 (2022)                        | 184                | modifier les données · modifier les données |

## Évolution démographique
| 1968  | 1975  | 1982  | 1990  | 1999  | 2008  | 2013  | 2019  |
| ----- | ----- | ----- | ----- | ----- | ----- | ----- | ----- |
| 2 507 | 2 596 | 2 628 | 2 817 | 3 073 | 3 500 | 3 669 | 3 626 |

#### Données générales
- Unité urbaine
- Aire d'attraction d'une ville
- Aire urbaine (France)
- Liste des unités urbaines de France

#### Données démographiques en rapport avec l'unité urbaine de Waldighofen
- Aire d'attraction de Bâle - Saint-Louis (partie française)
- Arrondissement d'Altkirch

#### Données démographiques en rapport avec le Haut-Rhin
- Démographie du Haut-Rhin